# Donna (chanson de Ritchie Valens)
Singles de Ritchie Valens
Come On, Let's Go / Framed
(1958) Fast Freight / Big Baby Blues
(1959)
Donna est une chanson écrite, composée et originellement enregistrée par le chanteur et auteur-compositeur américain Ritchie Valens.
La chanson est sortie en single en 1958, avec La bamba sur la face B. Dans le palmarès Hot 100 du magazine musical américain Billboard, Donna a atteint la 2e place, et La bamba la 22e.

## Composition
Valens a écrit cette chanson à propos de sa petite amie nommée Donna Ludwig.

## Enregistrement
Ritchie Valens a enregistré la chanson le 16 décembre 1958 aux Gold Star Studios à Los Angeles.

## Reprises
La chanson a été reprise par des artistes aussi divers que Cliff Richard, MxPx, The Youngbloods, Clem Snide ou les Misfits.